# Antimaque de Colophon
Pour les articles homonymes, voir Antimaque.
Antimaque de Colophon ou de Claros est un poète et grammairien grec. Ses œuvres sont aujourd'hui perdues : on en possède seulement quelques fragments.

## Biographie
On ne sait pratiquement rien de la vie d'Antimaque de Colophon, en dehors du fait qu'il naît à Claros et séjourne à Colophon.

## Œuvres
Antimaque avait composé une Thébaïde dans la lignée de la Thébaïde du Cycle thébain. Elle est mentionnée par des auteurs latins : Cicéron et Quintilien, ce dernier donnant un avis en demi-teinte à son sujet. Cette Thébaïde a probablement compté parmi les inspirations de Stace pour sa propre Thébaïde composée au Ier siècle.
Antimaque était aussi l'auteur d'un poème élégiaque, Lyde, du nom de la femme aimée qu'il y célébrait. À la mort de Lyde, le poète tel qu'il se met en scène dans son œuvre dit rechercher une consolation dans l'écriture d'un poème mythologique consacré aux malheurs des héros.
Les fragments des œuvres d'Antimaque de Colophon ont été édités par Stoll en 1845, puis par Kinkel dans les Fragmenta epicorum Graecorum (fragments des poètes épiques grecs) en 1877, et par Bergk dans les Poetae Lyrici Graeci en 1882. Au XXe siècle, ils ont été édités en anglais par V. J. Matthews en 1996.